# ORF Sport +
ORF Sport+ es un canal de televisión público Austria de carácter deportivo y perteneciente al grupo de comunicación público Österreichischer Rundfunk. Desde el 25 de octubre de 2014 dispone de versión en alta definición.

## Historia
En mayo del 2000, ORF comenzó sus emisiones deportivas regulares en franjas horarias dentro del canal TW1 que además emitía contenido informativo, cultural y deportivo. A partir del 1 de mayo de 2006, durante la emisión de programación deportiva en el pasó a denominarse ORF Sport Plus, ya que ahora emitiría deportes durante todo el día y el resto de la programación no deportiva de TW1 se mantuvo en el mismo canal con más horas al día durante tres años más. A partir de entonces, su emisión llegó a todo el territorio nacional de Austria en la DVB-T.
El 15 de julio de 2009 se suprimió la cadena TW1 por motivos económicos, pero se conservó la programación de ORF Sport Plus, que ahora dispone de un mayor tiempo de emisión.
El 26 de octubre de 2011, ORF Sport Plus se convirtió en ORF Sport +. Y comenzó a emitir las 24 horas del día.

## Programación
ORF Sport + emite una gran variedad de deportes que incluyen al Fútbol, Fútbol Americano, Hockey, Hockey sobre Hielo, Bádminton, Tenis, Tenis de mesa, Voleibol, Balonmano, Natación, equitación y campeonatos de Golf.
No emite las competiciones con más seguimiento del país como la Bundesliga Austriaca, la Copa del Mundo de Esquí Alpino o la Fórmula 1 debido a las obligaciones impuestas por la autoridad de medios de Austria

## Identidad visual

Logo de ORF SPORT + desde el 26 de octubre de 2011 hasta 2024
Logo de ORF Sport + en Alta Definición